# شارلوت جيار
شارلوت جيار (بالفرنسية: Charlotte Guillard )‏ (و. 1485 – 1557 م) هي ناشرة، وطباعة وسيدة أعمال فرنسية، توفيت عن عمر يناهز 72 عاماً.